# Stopa dyskonta weksli
Stopa dyskonta weksli – wyznaczana przez bank centralny stopa procentowa naliczana w momencie przyjęcia przez bank centralny od banków komercyjnych wcześniej dyskontowanych weksli.
Stopa dyskonta weksli w Polsce ustalana jest przez Radę Polityki Pieniężnej – organ Narodowego Banku Polskiego. Ze względu na małą popularność weksli w Polsce stopa ma małe znaczenie w polityce monetarnej NBP.